# Atlantique (Ghelderode)
 (mai 2011).
Si vous disposez d'ouvrages ou d'articles de référence ou si vous connaissez des sites web de qualité traitant du thème abordé ici, merci de compléter l'article en donnant les références utiles à sa vérifiabilité et en les liant à la section « Notes et références ».
Atlantique est un mélodrame en un acte écrit par Michel de Ghelderode (octobre 1930) qui évoque une tentative de traversée de l'Atlantique en avion. Ce texte a été adapté par l'auteur en 1937 en jeu radiophonique sous le titre L'Oiseau chocolat[réf. nécessaire].